# Władysław Nieśmiałek
Władysław Nieśmiałek (ur. 17 czerwca 1913 w Łodzi, zm. 9 marca 1985) – polski działacz komunistyczny i partyjny, w latach 1945–1946 I sekretarz Komitetu Łódzkiego PPR, w 1950 I sekretarz Komitetu Wojewódzkiego PZPR w Łodzi, poseł do Krajowej Rady Narodowej.

## Życiorys
Syn Józefa i Katarzyny, pochodził z rodziny tkaczy. Z zawodu włókniarz, zaliczył prawdopodobnie jedynie kilka klas szkoły powszechnej. Działał od 1931 w Komunistycznym Związku Młodzieży Polskiej oraz od 1932 do 1938 w Komunistycznej Partii Polski. Od 1942 członek Polskiej Partii Robotniczej, od 1948 Polskiej Zjednoczonej Partii Robotniczej. W okresie okupacji członek Organizacji Antyfaszystowskiej w Białymstoku oraz egzekutywy Komitetu Wojewódzkiego w Białymstoku (do 1945). Od 1945 związany z Łodzią, od 1945 do 1947 z rekomendacji Wojewódzkiej Rady Narodowej w tym mieście zasiadał w Krajowej Radzie Narodowej. W okresie od 21 stycznia 1945 do marca 1946 I sekretarz Komitetu Łódzkiego PPR (wówczas podlegającego Komitetowi Wojewódzkiemu, dopiero od lipca 1946 na prawach Komitetu Wojewódzkiego). Później do grudnia 1948 kierował Wydziałem Administracyjno-Samorządowym KW PPR w Łodzi. Po przekształceniu w PZPR od 1949 do 1950 sekretarz i członek egzekutywy Komitetu Wojewódzkiego tej partii, a od 12 maja do 31 lipca 1950 jej I sekretarz. W kolejnych latach związany z Komitetem Centralnym Polskiej Zjednoczonej Partii Robotniczej: był zastępcą kierownika Wydziału Socjalnego (1954–1957) i Wydziału Administracyjnego (1960–1972) oraz sekretarzem Komisji Socjalnej (1957–1960).
W 1946 odznaczony Srebrnym Krzyżem Zasługi. W 1964 odznaczony Orderem Sztandaru Pracy I klasy. W grudniu 1983 otrzymał Pamiątkowy Medal z okazji 40 rocznicy powstania Krajowej Rady Narodowej.
Pochowany na Cmentarzu Powązkowskim w Warszawie.